# Rally Sierra Morena de 2012
El Rally Sierra Morena de 2012 fue la 30.ª edición del rally y la octava ronda de la temporada 2012 del Campeonato de España de Rally. Se celebró entre el 26 y el 28 de octubre y contó con un itinerario de ocho tramos sobre asfalto.
El ganador fue Miguel Fuster que se proclamó además campeón de España por cuarta vez a falta de una prueba por disputar. Su rival directo Alberto Hevia, sufrió una salida en sexto tramo y terminó abandonando dejando vía libre al piloto alicantino para hacerse con la victoria y el título. Fuster marcó el mejor tiempo en cinco tramos mientras que Sergio Vallejo, que terminó en la segunda posición, lo hizo en dos y no pudo luchar por la victoria debido a una holgura en el puente trasero de su Porsche. La tercera plaza fue para Xavi Pons que completó un podio formado por tres Porsche 997 GT3.

## Itinerario
| Día              | Tramo | Nombre               | Distancia | Hora  | Ganador        | Tiempo  | Vel. media  | Líder rally   |
| ---------------- | ----- | -------------------- | --------- | ----- | -------------- | ------- | ----------- | ------------- |
| Día 1 Sábado 27  | SS1   | Pozoblanco           | 25,29 km  | 15:45 | Miguel Fuster  | 15:12.9 | 99.73 km/h  | Miguel Fuster |
| Día 1 Sábado 27  | SS2   | Villanueva-Adamuz    | 14,86 km  | 17:02 | Miguel Fuster  | 8:23.8  | 106.18 km/h | Miguel Fuster |
| Día 1 Sábado 27  | SS3   | Pozoblanco           | 25,29 km  | 19:18 | Sergio Vallejo | 15:15.1 | 99.49 km/h  | Miguel Fuster |
| Día 1 Sábado 27  | SS4   | Villanueva-Adamuz    | 14,86 km  | 20:35 | Alberto Hevia  | 8:31.4  | 104.61 km/h | Miguel Fuster |
| Día 2 Domingo 28 | SS5   | Villaviciosa         | 24,84 km  | 7:51  | Sergio Vallejo | 15:18.2 | 97.39 km/h  | Miguel Fuster |
| Día 2 Domingo 28 | SS6   | Posadas-Hornachuelos | 35,77 km  | 8:37  | Miguel Fuster  | 19:52.0 | 108.03 km/h | Miguel Fuster |
| Día 2 Domingo 28 | SS7   | Villaviciosa         | 24,84 km  | 11:21 | Miguel Fuster  | 15:10.2 | 98.25 km/h  | Miguel Fuster |
| Día 2 Domingo 28 | SS8   | Posadas-Hornachuelos | 35,77 km  | 12:07 | Miguel Fuster  | 19:43.4 | 108.82 km/h | Miguel Fuster |

## Clasificación final
| Pos. | Piloto              | Copiloto         | Automóvil               | Tiempo    | Diferencia |
| ---- | ------------------- | ---------------- | ----------------------- | --------- | ---------- |
| 1.   | Miguel Ángel Fuster | Ignacio Aviño    | Porsche 997 GT3 Cup R.  | 1:57:42.3 | 0.0        |
| 2.   | Sergio Vallejo      | Diego Vallejo    | Porsche 997 GT3 Cup R.  | 1:58:02.4 | +0:20.1    |
| 3.   | Xavi Pons           | Xavi Amigo       | Porsche 997 GT3 Cup R.  | 1:58:46.1 | +1:03.8    |
| 4.   | David Pérez         | Ignacio Ramírez  | Peugeot 207 S2000       | 2:00:30.8 | +2:48.5    |
| 5.   | Surhayen Pernía     | Juan Luis García | Mitsubishi Lancer Evo X | 2:01:07.5 | +3:25.2    |
| 6.   | Jonathan Pérez      | Enrique Velasco  | Mitsubishi Lancer Evo X | 2:01:25.9 | +3:43.6    |
| 7.   | Esapekka Lappi      | Jamme Ferm       | Skoda Fabia S2000       | 2:02:04.5 | +4:22.2    |
| 8.   | Joan Carchat        | Adria Arago      | Porsche 997 GT3 Cup R.  | 2:02:34.4 | +4:52.1    |
| 9.   | Rafael Martínez     | Rafael Marchena  | Subaru Impreza WRX      | 2:03:44.8 | +6:02.5    |
| 10.  | Daniel Marbán       | Víctor Ferrero   | Mitsubishi Lancer Evo X | 2:07:49.4 | +10:07.1   |